# Phlegra stephaniae
Phlegra stephaniae är en spindelart som beskrevs av Prószynski 1998. Phlegra stephaniae ingår i släktet Phlegra och familjen hoppspindlar. Inga underarter finns listade i Catalogue of Life.